# Seznam uměleckých realizací ve veřejném prostoru v Radlicích
Seznam uměleckých realizací v Radlicích v Praze 5 obsahuje tvorbu výtvarných umělců umístěnou ve veřejném prostoru v katastrálním území Radlice. Seznam je řazen podle ulic a nemusí být úplný.

## Seznam uměleckých realizací
| Název                                                                                        | Fotografie                                                                        | Lokace                                                 | Autor                 | Rok  | Popis                           | Poznámka                                       |
| -------------------------------------------------------------------------------------------- | --------------------------------------------------------------------------------- | ------------------------------------------------------ | --------------------- | ---- | ------------------------------- | ---------------------------------------------- |
| Mříž                                                                                         | Kategorie „Mosaic in Radlická metro station“ na Wikimedia Commons                 | Radlická 50°3′28,85″ s. š., 14°23′19,71″ v. d.         | Alexius Appl (*1944)  | 1988 | mozaika                         | Metro B-Radlická schodiště ve vestibulu        |
| Vztah přírody a techniky                                                                     | Kategorie „Abstraktní plastika (Zdeněk Hošek)“ na Wikimedia Commons               | Radlická 50°3′29,58″ s. š., 14°23′19,73″ v. d.         | Zdeněk Hošek (*1948)  | 1988 | socha, umělý kámen, bronz       | Metro B-Radlická atrium                        |
| Keramická mozaika                                                                            | Kategorie „Keramická mozaika (Alena Rýdlová)“ na Wikimedia Commons                | Radlická 227/107 50°3′22,32″ s. š., 14°22′55,11″ v. d. | Alena Rýdlová (*1944) | 1989 | mozaika, glazovaná keramika     | Slévárna přesného lití Motorlet, fasáda budovy |
| Mozaika z matované keramiky v exteriéru budovy Slévárny přesného lití Motorlet (†)           |                                                                                   | Radlická 227/107 50°3′21,64″ s. š., 14°22′56″ v. d.    | Alena Rýdlová (*1944) | 1989 | mozaika, matovaná keramika      | Motorlet                                       |
| Kompozice tři hliníkových plastik pro Dům dětského a mládežnického tisku SSM v Radlicích (†) |                                                                                   | Radlická 1170/61 50°3′38,96″ s. š., 14°23′55,27″ v. d. | Aleš Lamr (*1943)     | 1986 | slitiny železa a neželezné kovy | zaniklo                                        |
| Plastika Prameny pro objekt Děvín (6)                                                        | Kategorie „Plastika Prameny pro objekt Děvín (Eduard Hájek)“ na Wikimedia Commons | Tetínská 328/1A 50°3′9,48″ s. š., 14°24′1,96″ v. d.    | Eduard Hájek (*1928)  | 1975 | 6 dekorativních stěn, kámen     | čerpací vodárenská stanice Děvín               |